# عث البراهمة
عث البراهمة أو البراهمانيات (الاسم العلمي: Brahmaeidae)، فصيلة حشرات عثية تتبع رتبة حرشفيات الأجنحة، . وهي تشمل الأنواع التي كانت مدرجة سابقًا في فصيلة Lemoniidae.

## التنوع
تتألف االفصيلة من 9 أجناس.

## الأجناس
- Acanthobrahmaea
- Brachygnatha
- عثة البراهمة
- Brahmidia
- Calliprogonos
- Dactyloceras
- Lemonia
- Sabalia
- Spiramiopsis